# جيزا أندا
جيزا أندا بالإنجليزية Géza Anda (و. 19 نوفمبر 1921 – ت. 14 يونيو 1976) عازف بيانو مجري.
درس في الأكاديمية الملكية المجرية القومية مع إرنو دوناني وظهر أول مرة عام 1939، عزف «كونشرتو في مقام سي بيمول» لبرامز الذي قاده فيليم منجلبرج. في عام 1943 هرب من المجر إلى سويسرا، حيث قضى باقي حياته، فحصل على الجنسية عام 1955. تخصص في عزف كونشرتو موتسارت الذي سجله لشركة ألمانية حيث قاده من آلة مفاتيح وفي موسيقى بيتهوفن وبرامز وبارتوك. قدم أندا قلبه في كل ما يعزف لكن أيضا امتلك الصلابة المطلوبة لعزف أعمال بارتوك.

## وصلات خارجية
- جيزا أندا على موقع IMDb (الإنجليزية)
- جيزا أندا على موقع الموسوعة البريطانية (الإنجليزية)
- جيزا أندا على موقع مونزينجر (الألمانية)
- جيزا أندا على موقع ميوزك برينز (الإنجليزية)
- جيزا أندا على موقع أول ميوزيك (الإنجليزية)
- جيزا أندا على موقع ديسكوغز (الإنجليزية)

1. ↑   https://www.eda.admin.ch/countries/hungary/de/home/aktuell/grand-tour/budapest/geza-anda.html. اطلع عليه بتاريخ 2023-04-08. {{استشهاد ويب}}: |url= بحاجة لعنوان (مساعدة) والوسيط |title= غير موجود أو فارغ (من ويكي بيانات) (مساعدة)
2. ↑  Internet Movie Database (بالإنجليزية), QID:Q37312
3. ↑  NPR Encylopedia of Classical Music